# توم غروبر
توم غروبر (بالإنجليزية: Tom Gruber)‏ هو مهندس وعالم حاسوب أمريكي، ولد في 1959.

## وصلات خارجية
- الموقع الرسمي